# Gerhard Hochschild
Gerhard Paul Hochschild (Berlim, 29 de abril de 1915 — El Cerrito, Califórnia, 8 de julho de 2010) foi um matemático estadunidense. Trabalhou com álgebra.

## Obras
- The structure of Lie groups, Holden-Day, San Francisco, 1965.
- Introduction to affine algebraic groups, Holden-Day, San Francisco, 1971.
- Basic theory of algebraic groups and Lie algebras. Springer, Graduate Texts in Mathematics, 1981.
- Perspectives of elementary mathematics. Springer, 1983.
- A second introduction to analytic geometry, Holden-Day, 1968.